# فرودگاه فیرویز
فرودگاه فیرویز (به انگلیسی: Fairways Airport) یک فرودگاه خصوصی است که یک باند فرود چمن دارد و طول باند آن 762 متر است. این فرودگاه در کشور ایالات متحده آمریکا قرار دارد و در ارتفاع 160 متری از سطح دریا واقع شده است.